# Leah Harvey
Leah Harvey är en brittisk skådespelare.
Harvey har bland annat medverkat i TV-serierna En Gentleman i Moskva och Foundation. Harvey har även medverkat i långfilmen Fighting with My Family.

## Filmografi (i urval)
- 2019 – Fighting with My Family
- 2021–2023 – Foundation (TV-serie)
- 2024 – En Gentleman i Moskva (TV-serie)